# یونکرس گ.۳۸

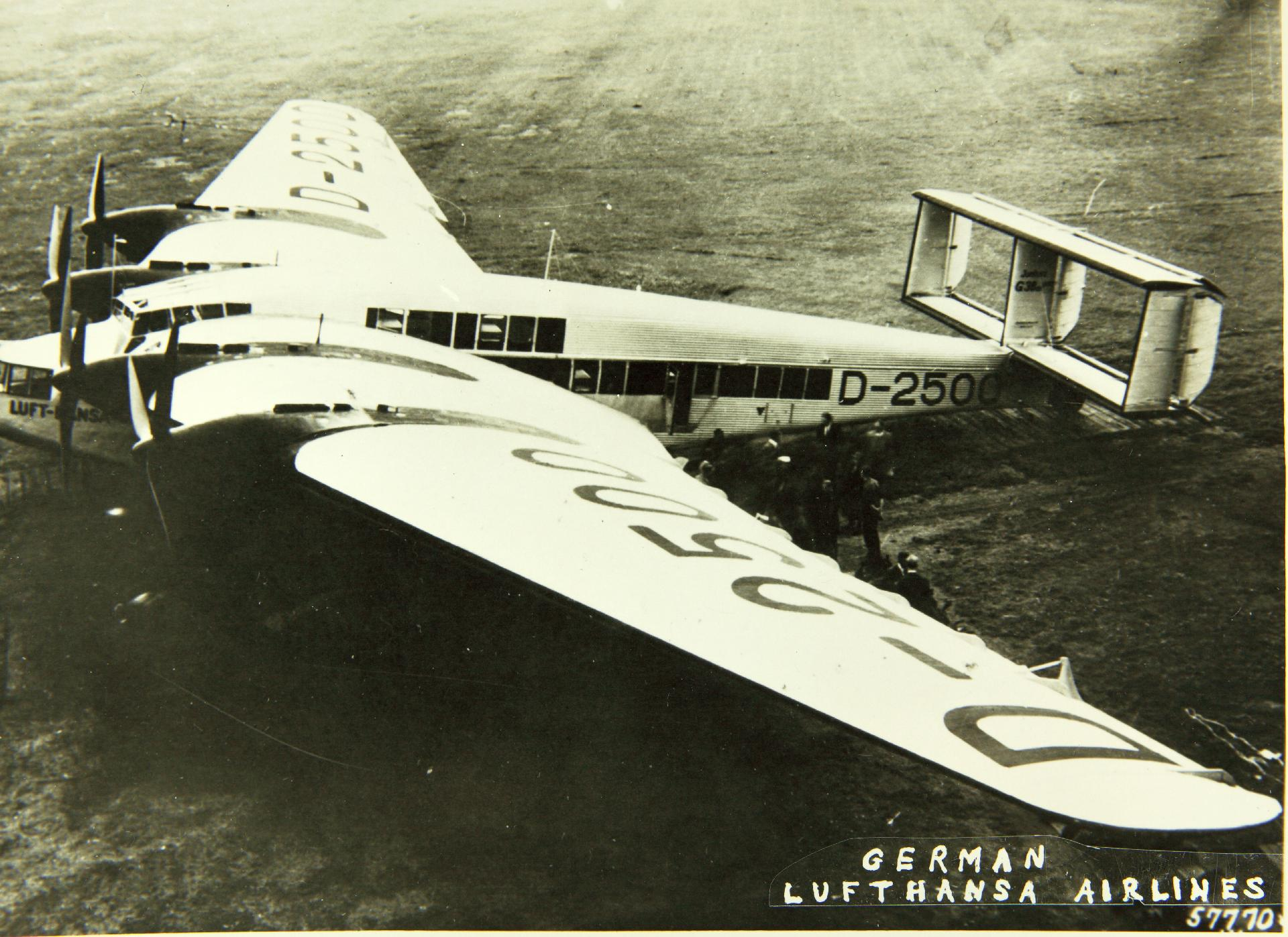

یونکرس گ. ۳۸ (به انگلیسی: Junkers G.38) یک هواگرد ساختِ کارخانهٔ یونکرس در کشور آلمان است. نخستین استفاده‌کنندهٔ این هواپیما دویچه لوفت هانزا بوده‌است. این هواگرد برای نخستین بار در ۶ نوامبر ۱۹۲۹ میلادی مورد استفاده قرار گرفت.